# Prespa (ort)
Prespa är en ort i Kroatien.   Den ligger i länet Bjelovar-Bilogoras län, i den nordöstra delen av landet, 70 km öster om huvudstaden Zagreb. Prespa ligger 118 meter över havet och antalet invånare är 546.
Terrängen runt Prespa är platt. Runt Prespa är det ganska tätbefolkat, med 124 invånare per kvadratkilometer. Närmaste större samhälle är Bjelovar, 6,3 km nordväst om Prespa. Trakten runt Prespa består till största delen av jordbruksmark.